# Фалчано дел Масико
Фалча̀но дел Ма̀сико (на италиански: Falciano del Massico; на неаполитански: Fauciano, Фаучанъ) е малко градче и община в Южна Италия, провинция Казерта, регион Кампания. Разположено е на 70 m надморска височина. Населението на общината е 3 618 души (към 2017 г.).